# Annette Faltinová
Annette Faltinová (nepřechýleně Annette Faltin; * 1. února 1959) je norská fotografka a výtvarnice žijící v Oslu.

## Životopis
Má fotografické vzdělání na Fotoskolan ve Stockholmu (1981) a diplomový kurz na John Cass School of Arts v Londýně (1987–1988). Faltinová pracuje jako editorka fotografií na volné noze od roku 1993.
Mimo jiné její díla zakoupila Dánská královská knihovna, Norská kulturní rada a sbírka Roberta Meyera. Byla zodpovědná za dekorace v soudní budově ve Fredrikstadu a Vestfold høyskolesenter, Borre.
V roce 1997 získala grafillovu zlatou cenu za redakční fotografii za knihu o projektu architekta Johna Hejduka Bezpečnost. Annettě Faltinové byl mimo jiné udělen státní cestovní a studijní grant (1983), státní materiálový grant (1985), kulturní grant města Osla (1989), státní cestovní a studijní grant (1991) a grant Sdružení svobodných na výstavu fotografů (1998).
Faltinová působí ve Forbundet Frie Fotografer, kde zastávala pozice ve stipendijní komisi, nákupní komisi a správní radě. Je spojena s obrazovou agenturou Samfoto.

## Výstavy
- 1985 Galerie Holmenbukta, Asker
- 1989 Gallery Room for Architecture, Oslo
- 1993 Lov na Nora. Galleri School of Architecture v Oslu
- 1998 Galerie NK, Lillehammer